# Sadilishteto
Pour plus de détails, voir Fiche technique et Distribution.
Sadilishteto (Съдилището) est un film bulgare écrit et réalisé par Stephan Komandarev et sorti en 2014.
Le film est sélectionné comme entrée bulgare pour l'Oscar du meilleur film en langue étrangère lors de la 88e cérémonie des Oscars qui s'est déroulée en 2016.

## Synopsis
Mitio vit pauvrement avec son fils à la frontière entre la Bulgarie, la Grèce et la Turquie. Il cache un lourd secret : 25 ans plus tôt, on l'a forcé un couple est-allemand tentant de fuir les territoires sous domination soviétique.

## Fiche technique
- Titre : Sadilishteto
- Titre original : Съдилището
- Titre anglais : The Judgment
- Réalisation : Stephan Komandarev
- Scénario : Marin Damyanov, Stephan Komandarev et Emil Spahiyski
- Musique : Stefan Valdobrev
- Photographie : Krasimir Andonov
- Montage : Nina Altaparmakova
- Production : Stephan Komandarev et Katya Trichkova
- Société de production : Argo Film, Filmmaker, Neue Mediopolis Filmproduktion, Propeler Film et Sektor Film Skopje
- Pays :  Bulgarie,  Allemagne et  Croatie
- Genre : Drame
- Durée : 107 minutes
- Dates de sortie : 
  -  Bulgarie : 21 novembre 2014

## Distribution
- Assen Blatechki : Mitio
- Ovanes Torosian : Vasko
- Ina Nikolova : Maria
- Miki Manojlović : le Capitaine
- Paraskeva Djukelova : Kera
- Meto Jovanovski : le docteur
- Vasil Vasilev-Zueka : Ramadan
- Luran Ahmeti : Yussein
- Harry Anichkin : le Capitaine (voix)
- Hristo Mutafchiev : Zhoro